# San Sebastián (Guatemala)
San Sebastián é uma cidade da Guatemala do departamento de Retalhuleu.